# 反擊 (美國電影)
《反擊》（英語：Blackway，或稱作）是一部2015年美國驚悚片，為丹尼尔·阿尔弗雷德森執導，安東尼·霍普金斯、茱莉亞·史緹爾、雷·李歐塔與亞歷山大·路德韋格主演。改編自Castle Freeman, Jr.的小說《Go with Me》（2008年）。電影於2015年9月11日在第72屆威尼斯影展首映，並於2016年6月10日在美國有限上映。

## 劇情
父母相繼過世又離家多年的莉莉安返鄉，不料遇到小鎮前警長布雷威的騷擾與恐嚇，由於前警長黑白通吃，當地無人敢幫；幸賴修車廠老員工兼前樵夫萊斯挺身而出，加上他搭檔口吃男內特陪伴伸張正義！究竟『三個臭皮匠勝過一個諸葛亮』能否成功達陣呢？

## 演員
- 安東尼·霍普金斯 飾 Lester
- 茱莉亞·史緹爾 飾 Lillian
- 雷·李歐塔 飾 Blackway
- 亞歷山大·路德韋格 飾 Nate
- 哈爾·霍爾布魯克 飾 Whizzer
- 洛奇林·莫羅 飾 Murdoch

## 製作
正式拍攝於2014年11月12日在加拿大不列顛哥倫比亞的恩德比開始，並也於隆比取景。拍攝持續至12月下旬結束。

## 外部連結
- 互联网电影数据库（IMDb）上《反擊》的资料（英文）
- 爛番茄上《Blackway》的資料（英文）
- AllMovie上《反擊》的资料（英文）